# Fußball-Oberliga 1993/94
Die Saison 1993/94 der Oberliga war die 20. und letzte Saison der Oberliga als dritthöchste Spielklasse im Fußball in Deutschland nach der Einführung der zweigleisigen – später eingleisigen – 2. Bundesliga zur Saison 1974/75.
Die Oberliga Nord wurde letztmals bis zur Saison 2004/05 als eingleisige Liga, und die Oberliga Nordost wurde letztmals als dreigleisige Liga ausgespielt.

## Oberligen
- Oberliga Baden-Württemberg 1993/94
- Bayernliga 1993/94
- Oberliga Hessen 1993/94
- Oberliga Nord 1993/94
- Oberliga Nordost 1993/94 in drei Staffeln (Nord, Mitte und Süd)
- Oberliga Nordrhein 1993/94
- Oberliga Südwest 1993/94
- Oberliga Westfalen 1993/94

## Aufstieg zur 2. Bundesliga
In den drei Aufstiegsrunden gelangen dem FSV Zwickau, dem FSV Frankfurt und Fortuna Düsseldorf jeweils als Gruppensieger der Aufstieg in die 2. Bundesliga.